# Tourelles superposées

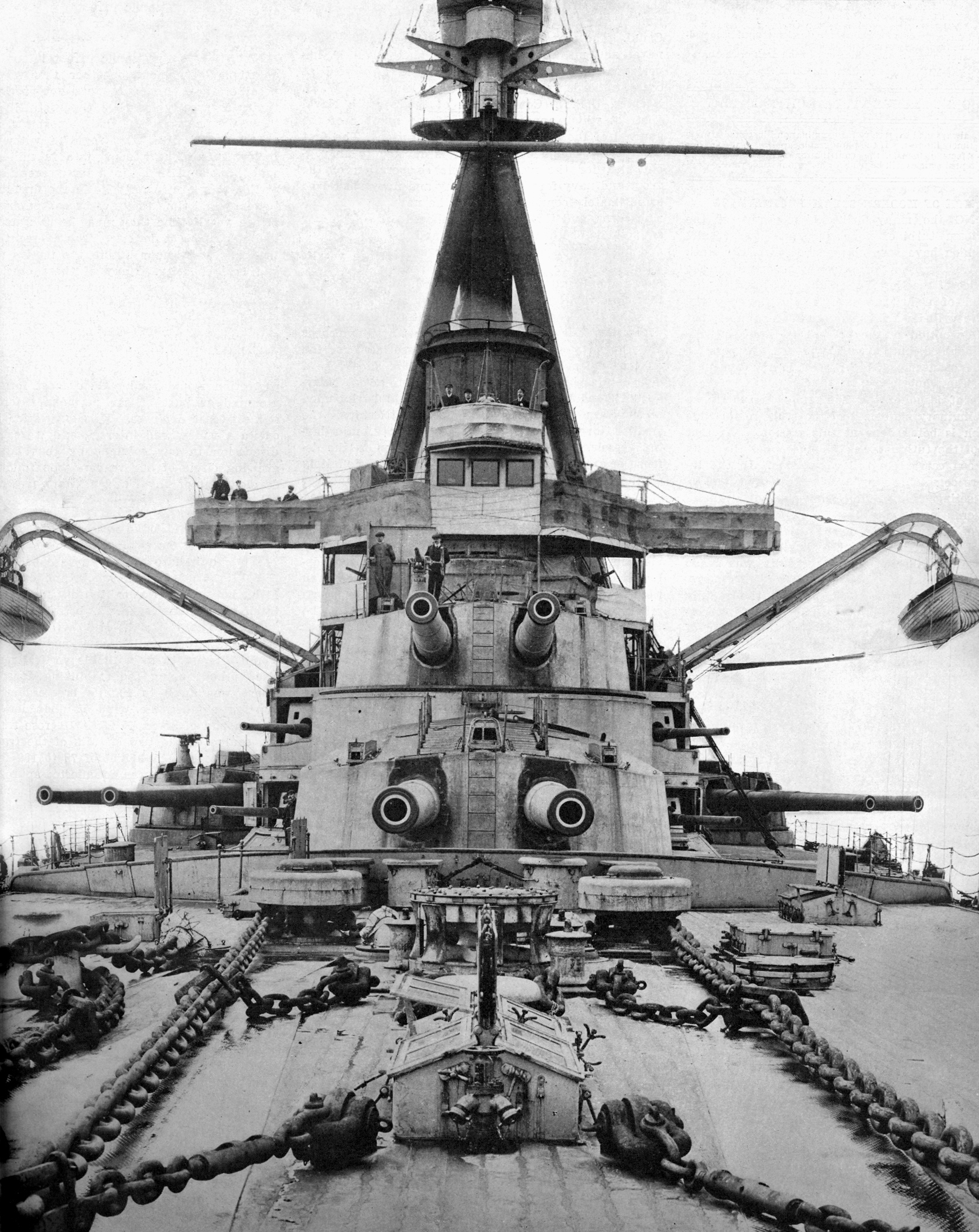
Les deux tourelles avant de l'un des premiers cuirassés doté de tourelles superposées, le brésilien. Elles sont dites superposées parce qu'elles sont montées l’une sur l'autre, et peuvent tirer au-dessus de son sommet.

L'idée de tourelles superposées consiste à localiser deux tourelles en ligne, l'une derrière l'autre, mais avec la seconde tourelle située au-dessus de la première de telle sorte que la seconde tourelle puisse tirer au-dessus de la première. Cette configuration signifie que les deux tourelles situées à l’avant ou l’arrière pourraient tirer sur toute cible dans leur secteur, même lorsque la cible était dans le même plan vertical que les tourelles.
L'histoire des grands navires de guerre de surface montrent qu’ils forment des classes génériques comme pour les cuirassés, et des sous classes comme le pré-dreadnoughts et le dreadnoughts. La période d'évolution technique eut lieu à peu près de 1900 à 1945. Une partie de l'évolution technique était motivée par la nécessité de rassembler autant que possible d’armes disposant d’une grande puissance de feu dans un espace le plus petit possible. Dans les premières conceptions, les tourelles de gros canons étaient toutes situées sur le même plan de tir sur un côté ou de l'autre. Pour le tir vers l'avant ou à l'arrière, habituellement seule la tourelle la plus en avant ou arrière pouvait tirer, en particulier aux petits angles.
La première préoccupation était que la pression et le choc de la tourelle supérieure endommageraient celle du bas lors d’un tir de celle de dessus. Des essais faits par la marine américaine en utilisant le monitor USS Florida comme banc d'essai, prouva que le concept de tourelles superposées était sûr. Le résultat fut la conception du cuirassé tête de série de la classe South Carolina.
Le premier bâtiment avec de l’artillerie superposée (bien que pas de même calibre), était le cuirassé français Henri IV, lancé en 1899. Les tourelles superposées ne se limitèrent pas à seulement deux tourelles, par exemple, sur les croiseurs légers de la classe Atlanta, qui furent mis au point et construit pour servir lors de la Seconde Guerre mondiale. Ces navires utilisaient un système à triple chevauchement à la fois avant et arrière. Chaque tourelles abritait deux canons de 5 pouces/38 calibres, ayant un azimut de feu quasi arc presque totalement dégagé.

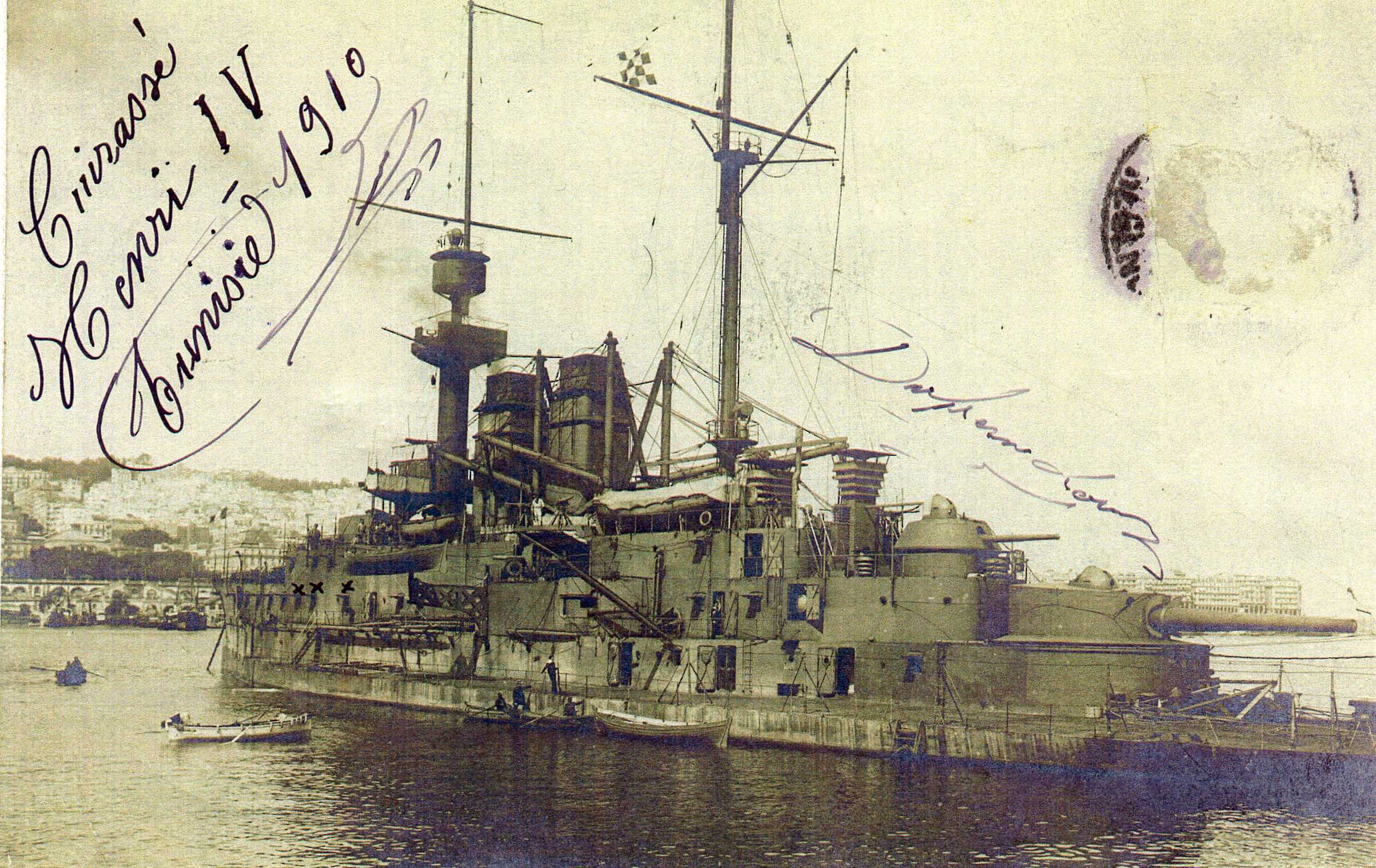
Le Henri IV premier cuirassé au monde disposant de tourelles superposées.
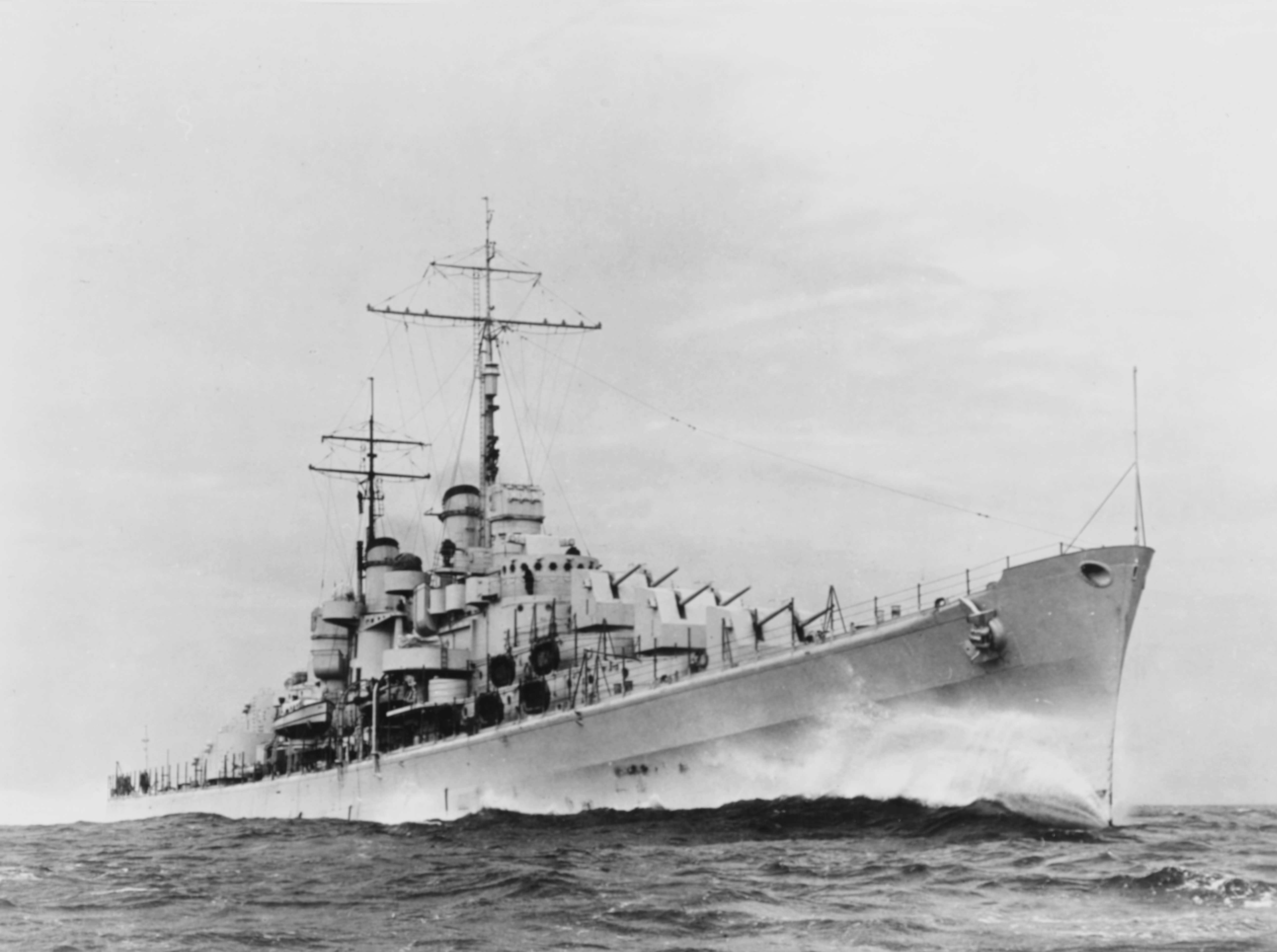
L'USS Atlanta, disposant de tourelles superposées triples.